# Вулкано (Вибо Валенција)
Вулкано је насеље у Италији у округу Вибо Валенција, региону Калабрија.
Према процени из 2011. у насељу је живело 203 становника. Насеље се налази на надморској висини од 98 м.